# Wahlkreis Treptow-Köpenick 2
Der Wahlkreis Treptow-Köpenick 2 ist ein Abgeordnetenhauswahlkreis in Berlin. Er gehört zum Wahlkreisverband Treptow-Köpenick und umfasst seit der Abgeordnetenhauswahl 2006 die Gebiete Oberschöneweide, Niederschöneweide und Johannisthal.

## Abgeordnetenhauswahl 2023
Bei der Wahl zum Abgeordnetenhaus von Berlin 2023 traten folgende Kandidaten an:
| Name                              | Partei           | Anteil der Erststimmen | Anteil der Zweitstimmen |
| --------------------------------- | ---------------- | ---------------------- | ----------------------- |
| Lars Düsterhöft                   | SPD              | 29,2 %                 | 20,4 %                  |
| Sascha Lawrenz                    | CDU              | 21,0 %                 | 22,2 %                  |
| Philipp Wohlfeil                  | Die Linke        | 16,2 %                 | 16,4 %                  |
| Alexander Bertram                 | AfD              | 13,6 %                 | 13,5 %                  |
| Charlotte Steinmetz               | Grüne            | 10,7 %                 | 12,4 %                  |
| Jennifer Schrodt                  | Tierschutzpartei | 04,6 %                 | 03,4 %                  |
| Laila Marie Leiv                  | FDP              | 02,9 %                 | 03,4 %                  |
| Burkhard Flader                   | Freie Wähler     | 01,0 %                 | 00,5 %                  |
| Katja Sirotkin                    | dieBasis         | 00,9 %                 | 00,6 %                  |
| Bernd Stahlberg                   | LKR              | 00,1 %                 | 00,0 %                  |
| –                                 | Die PARTEI       | –                      | 02,0 %                  |
| –                                 | Sonstige         | –                      | 05,2 %                  |
| Wahlberechtigte: 35.484 Einwohner |                  |                        |                         |
| Wahlbeteiligung: 62,5 %           |                  |                        |                         |

## Abgeordnetenhauswahl 2021
Bei der Wahl zum Abgeordnetenhaus von Berlin 2021 traten folgende Kandidaten an:
| Name                              | Partei           | Anteil der Erststimmen | Anteil der Zweitstimmen |
| --------------------------------- | ---------------- | ---------------------- | ----------------------- |
| Lars Düsterhöft                   | SPD              | 31,4 %                 | 24,0 %                  |
| Philipp Wohlfeil                  | Die Linke        | 19,1 %                 | 19,1 %                  |
| Charlotte Steinmetz               | Grüne            | 12,2 %                 | 12,7 %                  |
| Alexander Bertram                 | AfD              | 11,7 %                 | 11,5 %                  |
| Sascha Lawrenz                    | CDU              | 11,4 %                 | 11,6 %                  |
| Laila Marie Leiv                  | FDP              | 05,4 %                 | 05,9 %                  |
| Jennifer Schrodt                  | Tierschutzpartei | 05,2 %                 | 03,2 %                  |
| Burkhard Flader                   | Freie Wähler     | 01,8 %                 | 01,1 %                  |
| Katja Sirotkin                    | dieBasis         | 01,7 %                 | 01,2 %                  |
| Bernd Stahlberg                   | LKR              | 00,2 %                 | 00,1 %                  |
| –                                 | Die PARTEI       | –                      | 02,5 %                  |
| –                                 | Die Grauen       | –                      | 01,0 %                  |
| –                                 | Sonstige         | –                      | 06,1 %                  |
| Wahlberechtigte: 35.474 Einwohner |                  |                        |                         |
| Wahlbeteiligung: 74,7 %           |                  |                        |                         |

## Abgeordnetenhauswahl 2016
Bei der Wahl zum Abgeordnetenhaus von Berlin 2016 traten folgende Kandidaten an:
| Name                              | Partei           | Anteil der Erststimmen | Anteil der Zweitstimmen |
| --------------------------------- | ---------------- | ---------------------- | ----------------------- |
| Lars Düsterhöft                   | SPD              | 26,5 %                 | 20,9 %                  |
| Philipp Wohlfeil                  | Die Linke        | 24,5 %                 | 23,6 %                  |
| Alexander Bertram                 | AfD              | 21,0 %                 | 20,3 %                  |
| Sascha Lawrenz                    | CDU              | 12,6 %                 | 11,4 %                  |
| Peter Groos                       | Grüne            | 08,0 %                 | 08,3 %                  |
| ?                                 | Die PARTEI       | 03,6 %                 | 02,6 %                  |
| Wolfgang Mettendorff              | Piraten          | 02,4 %                 | 01,9 %                  |
| ?                                 | NPD              | 01,5 %                 | 01,3 %                  |
| –                                 | FDP              | 0–                     | 03,3 %                  |
| –                                 | Tierschutzpartei | 0–                     | 02,7 %                  |
| –                                 | Graue Panther    | 0–                     | 01,3 %                  |
| –                                 | Sonstige         | 0–                     | 02,4 %                  |
| Wahlberechtigte: 37.359 Einwohner |                  |                        |                         |
| Wahlbeteiligung: 64,5 %           |                  |                        |                         |

## Abgeordnetenhauswahl 2011
Bei der Wahl zum Abgeordnetenhaus von Berlin 2011 traten folgende Kandidaten an:
| Name                              | Partei           | Anteil der Erststimmen | Anteil der Zweitstimmen |
| --------------------------------- | ---------------- | ---------------------- | ----------------------- |
| Karlheinz Nolte                   | SPD              | 33,7 %                 | 31,5 %                  |
| Marko Tesch                       | Die Linke        | 25,7 %                 | 24,4 %                  |
| Uta Simdorn                       | CDU              | 13,5 %                 | 13,2 %                  |
| Monika Belz                       | Piraten          | 09,6 %                 | 09,3 %                  |
| Peter Groos                       | Grüne            | 08,7 %                 | 08,4 %                  |
| ?                                 | NPD              | 05,2 %                 | 05,0 %                  |
| ?                                 | pro Deutschland  | 01,8 %                 | 01,5 %                  |
| ?                                 | Die Freiheit     | 01,4 %                 | 01,0 %                  |
| ?                                 | BüSo             | 00,4 %                 | 00,2 %                  |
| –                                 | Tierschutzpartei | –                      | 01,6 %                  |
| –                                 | Familie          | –                      | 01,3 %                  |
| –                                 | FDP              | 0–                     | 01,0 %                  |
| –                                 | Sonstige         | –                      | 01,6 %                  |
| Wahlberechtigte: 36.555 Einwohner |                  |                        |                         |
| Wahlbeteiligung: 57,5 %           |                  |                        |                         |

## Abgeordnetenhauswahl 2006
Bei der Wahl zum Abgeordnetenhaus von Berlin 2006 traten folgende Kandidaten an:
| Name                              | Partei    | Anteil der Erststimmen |
| --------------------------------- | --------- | ---------------------- |
| Karlheinz Nolte                   | SPD       | 34,8 %                 |
| Marko Tesch                       | Die Linke | 32,7 %                 |
| Roswita Kirschniok                | CDU       | 10,9 %                 |
| Eckart Bräuniger                  | NPD       | 06,2 %                 |
| Axel Sauerteig                    | Grüne     | 05,4 %                 |
| André Rotte                       | FDP       | 04,7 %                 |
| Hartmut Nemak                     | WASG      | 04,3 %                 |
| Thomas Born                       | BüSo      | 00,9 %                 |
| Wahlberechtigte: 34.142 Einwohner |           |                        |
| Wahlbeteiligung: 54,8 %           |           |                        |

## Abgeordnetenhauswahl 2001
Der Wahlkreis Treptow-Köpenick 2 umfasste zur Abgeordnetenhauswahl am 21. Oktober 2001 die Gebiete Johannisthal, Niederschöneweide und nordwestlich der Dörpfeldstraße gelegene Teilgebiete von Adlershof. Es traten folgende Kandidaten an:
| Name                              | Partei       | Anteil der Erststimmen |
| --------------------------------- | ------------ | ---------------------- |
| Michael Schneider                 | PDS          | 43,4 %                 |
| Karlheinz Nolte                   | SPD          | 30,4 %                 |
| Gisela Greiner                    | CDU          | 14,2 %                 |
| Gerd Rogowski                     | FDP          | 05,3 %                 |
| Elke Werner                       | Grüne        | 03,8 %                 |
| Alfredas Lutz                     | STATT Partei | 02,9 %                 |
| Wahlberechtigte: 30.132 Einwohner |              |                        |
| Wahlbeteiligung: 69,9 %           |              |                        |

## Abgeordnetenhauswahl 1999
Der Wahlkreis Treptow 2 umfasste zur Abgeordnetenhauswahl am 10. Oktober 1999 die Gebiete Johannisthal, Niederschöneweide und nordwestlich der Dörpfeldstraße gelegene Teilgebiete von Adlershof. Es traten folgende Kandidaten an:
| Name                              | Partei | Anteil der Erststimmen |
| --------------------------------- | ------ | ---------------------- |
| Michael Schneider                 | PDS    | 41,8 %                 |
| Gisela Greiner                    | CDU    | 29,0 %                 |
| Karlheinz Nolte                   | SPD    | 21,8 %                 |
| Vollrad Kuhn                      | Grüne  | 03,6 %                 |
| Günter Weisbrod                   | PASS   | 02,8 %                 |
| Gerd Rogowski                     | FDP    | 01,1 %                 |
| Wahlberechtigte: 29.066 Einwohner |        |                        |
| Wahlbeteiligung: 69,2 %           |        |                        |

## Abgeordnetenhauswahl 1995
Der Wahlkreis Treptow 2 umfasste zur Abgeordnetenhauswahl am 22. Oktober 1995 die Gebiete Johannisthal, Niederschöneweide und nordwestlich der Dörpfeldstraße gelegene Teilgebiete von Adlershof. Hanns-Peter Hartmann (PDS) erhielt in diesem Wahlkreis die meisten Erststimmen.

## Bisherige Abgeordnete
Direkt gewählte Abgeordnete des Wahlkreises Treptow-Köpenick 2 (bis 1999: Treptow 2):
| Jahr | Name                 | Partei | Anteil der Erststimmen |
| ---- | -------------------- | ------ | ---------------------- |
| 2023 | Lars Düsterhöft      | SPD    | 29,2 %                 |
| 2021 | Lars Düsterhöft      | SPD    | 31,4 %                 |
| 2016 | Lars Düsterhöft      | SPD    | 26,5 %                 |
| 2011 | Karlheinz Nolte      | SPD    | 33,7 %                 |
| 2006 | Karlheinz Nolte      | SPD    | 34,8 %                 |
| 2001 | Michael Schneider    | PDS    | 43,4 %                 |
| 1999 | Michael Schneider    | PDS    | 41,8 %                 |
| 1995 | Hanns-Peter Hartmann | PDS    | 39,4 %                 |